# Pieve di Santa Maria Assunta (Stia)
La pieve di Santa Maria Assunta è un edificio sacro che si trova in piazza Tanucci, a Stia.

## Storia
La chiesa principale del borgo, da considerarsi uno degli edifici romanici più importanti del Casentino, viene ricordata già nel 1017 in un documento pervenutoci in cui viene menzionata la Plebe S. Marie sito Stagia, che leggende popolari attribuiscono all'iniziativa della duchessa Matilde di Toscana. L'attuale pieve venne riedificata sopra a quella primitiva intorno al 1150 dai Conti Guidi, che nei pressi fecero costruire il loro sepolcreto.
Nel 1742 la visita pastorale del vescovo di Fiesole Francesco Maria Ginori constatò lo stato di degrado della chiesa, a seguito della quale vennero realizzati piccoli lavori di riparazione. Solo a seguito dell'ascesa al ruolo di rettore di Giovan Battista Rampini si ebbero più importanti interventi. Negli anni settanta del XVIII secolo la chiesa subì infatti profonde modificazioni: all'interno fu distrutta l'antica abside, che fu sostituita nel 1772 da una cappella a pianta quadrata voltata, preceduta da una balaustrata realizzata nel 1773 da Sebastiano Giovannozzi da Settignano. La copertura a capriata fu sostituita con volte affrescate e nelle navate laterali furono collocati altari tardo barocchi. Nel 1776 lo stesso Rampini ottenne il permesso dal Vescovo di Fiesole Ranieri Mancini per demolire la prima delle sette campate della chiesa insieme all'antica facciata per allineare la chiesa agli altri edifici della piazza e fu realizzato l'attuale fronte nel 1777. 
Nel 1925 Giuseppe Castellucci rimosse gli altari settecenteschi, rimosse le volte della navata riportando in luce le capriate lignee e distrusse il coro per costruire un'abside neoromanica sulle fondazioni di quella antica.
Tra il 1970 e il 1974 vennero effettuati altri lavori di restauro che riportarono l'edificio alle originarie forme romaniche. Durante quei lavori sono venute alla luce la zona presbiteriale e l'abside con parte dell'altare ad ara di una chiesa preesistente di dimensioni più piccole; nella navata centrale vennero in luce i resti di due colonne cilindriche in murature di oltre un metro di diametro, reperti che furono catalogati come opere di epoca etrusco - romana. Tali resti si possono osservare dalle grate situate sul pavimento ai lati dell'altare maggiore.

## Descrizione
All'esterno, della struttura originaria rimangono soltanto i muri laterali. La facciata è quella tardo settecentesca. All'incirca a metà della chiesa, sul lato destro, è posto il campanile,  ed ha la forma di una torre. Nel corso dei secoli ha subito rimaneggiamenti e aggiunte. Nel XVIII secolo venne rifatta la cella campanaria e successivamente vi venne collocato l'orologio. Le quattro campane, intonate in La3 maggiore calante, risalgono al XIX secolo : due sono state fuse da Ignazio e Giovanni Mugnai di Montevarchi, mentre le altre risalgono al 1870 e sono state fuse dalla fonderia Terzo Rafanelli di Pistoia.

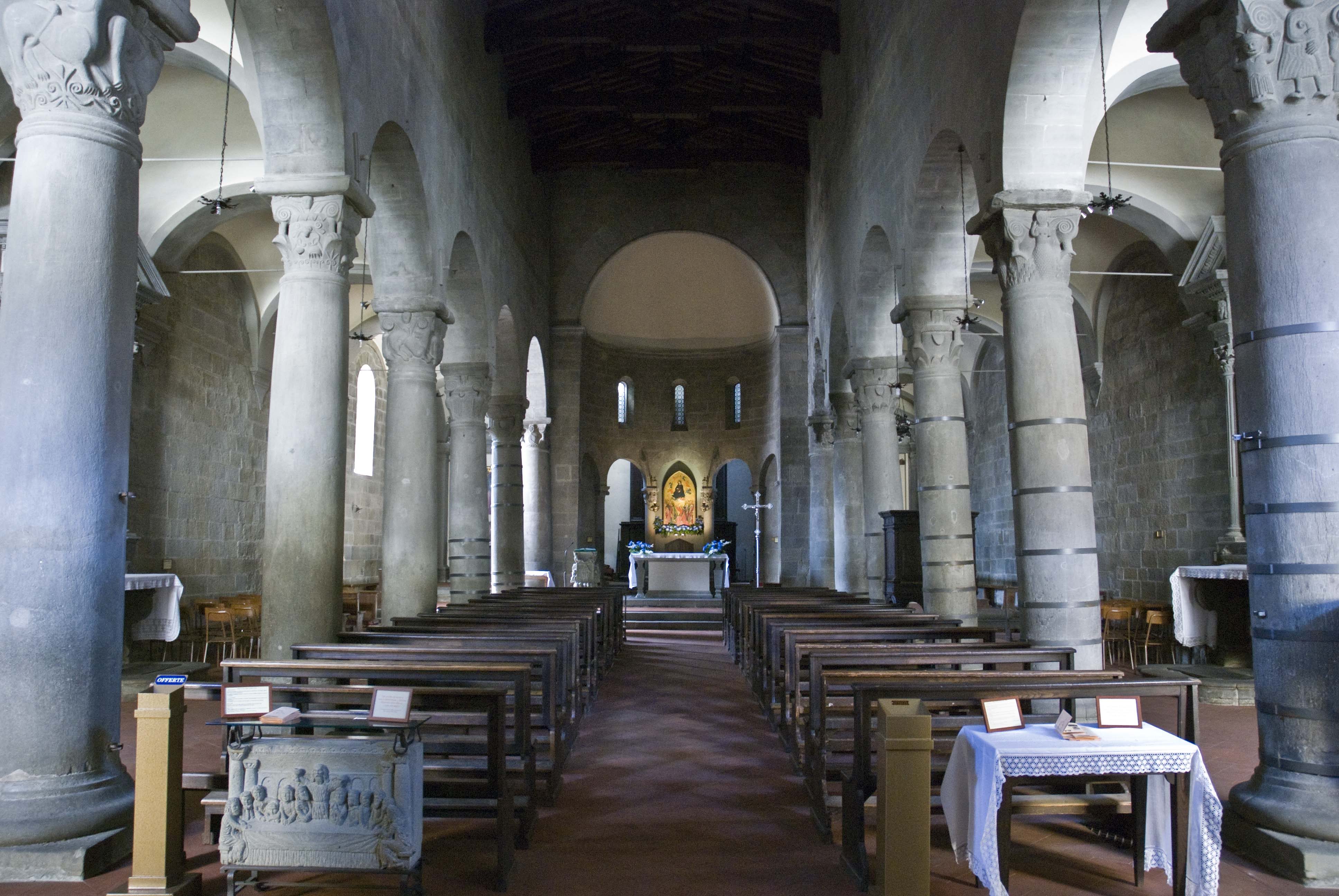
Interno della chiesa

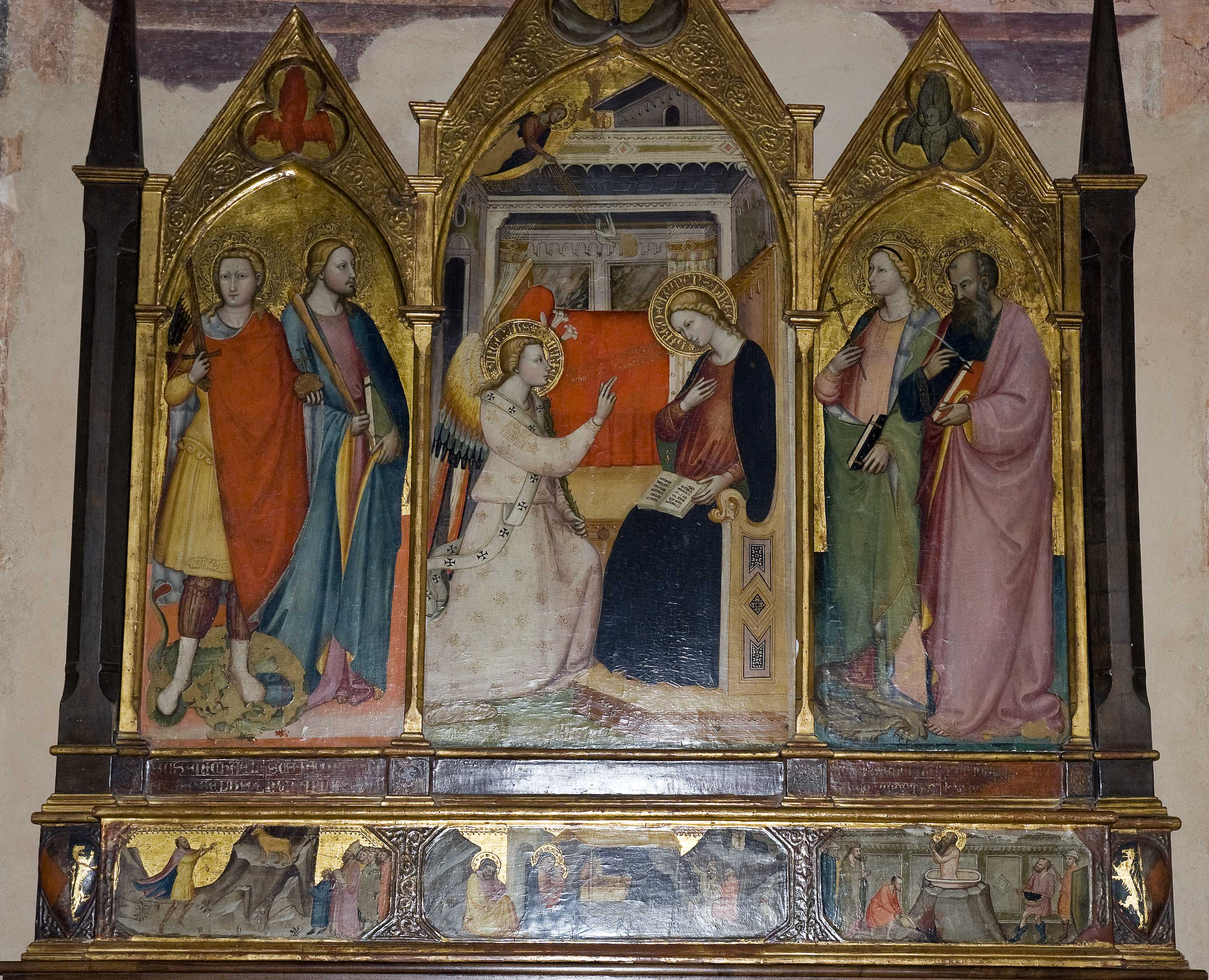
Annunciazione di Maria e Santi, Bicci di Lorenzo

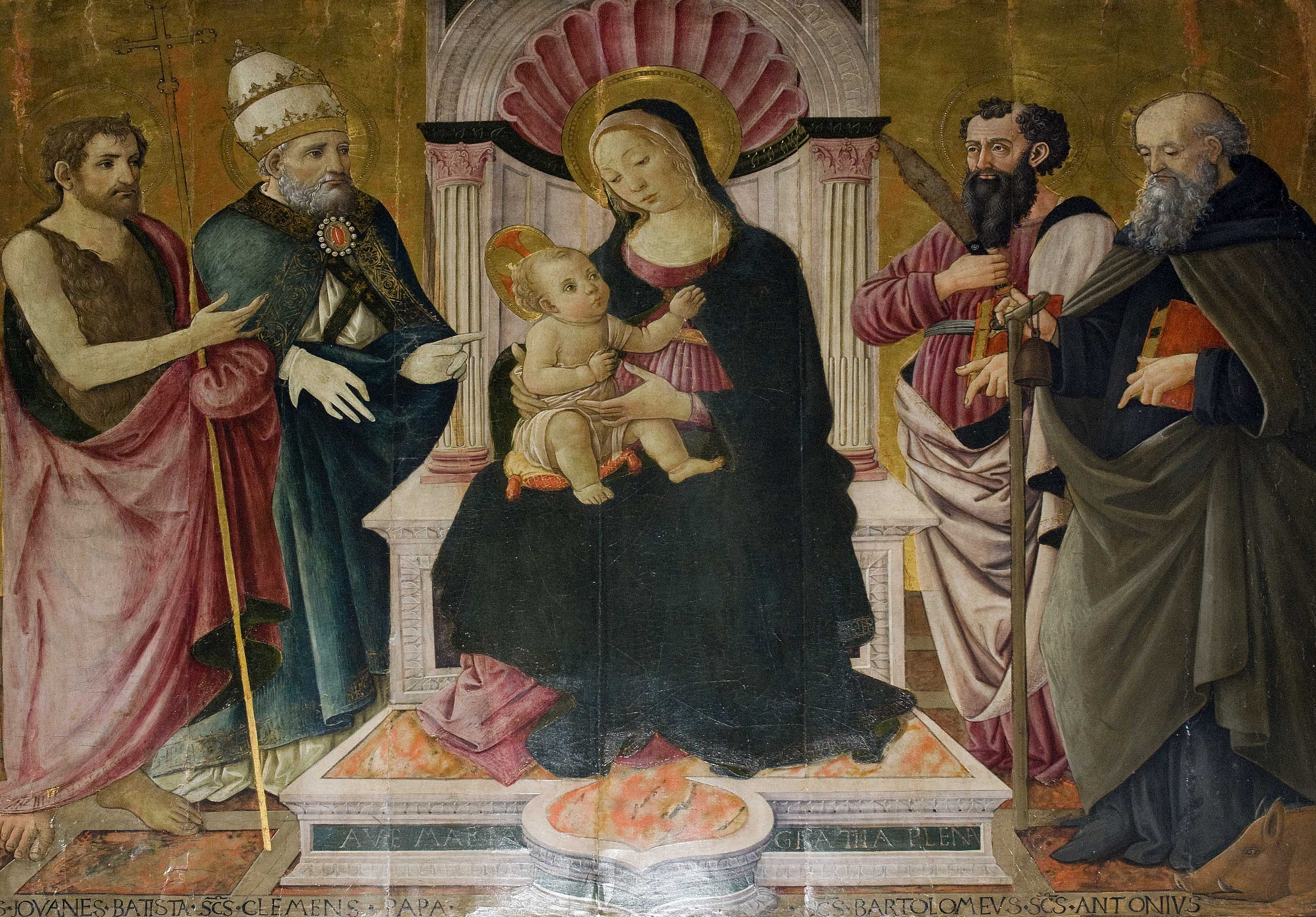
Vergine in Trono col Bambino e i Santi, Maestro di San Miniato

L'interno conserva l'aspetto romanico e si presenta a tre navate spartite da colonne monolitiche di arenaria che presentano un'entasi accentuata, frequente nelle chiese del Casentino, con un rigonfiamento a circa metà dell'altezza che simula l'effetto del peso. La navata centrale ha il tetto a capriate visibili, le laterali conservano la copertura a vela di epoca settecentesca. Le colonne presentano interessanti capitelli figurati, tutti diversi tra loro, di aspetto arcaizzante, nei quali si alternano figure di animali e figure umane con motivi floreali stilizzati. 

La chiesa è tra le più ricche di opere d'arte del Casentino. All'inizio della navata destra è la rinascimentale Cappella del Battistero, fatta costruire da Leonardo Buonafede nel 1526, del quale è visibile, sotto l'altare, lo Stemma in terracotta invetriata, opera della bottega di Santi e Benedetto Buglioni, risalente anch'esso agli stessi anni. Sulla parete sinistra è un grande affresco coevo con la Natività e l'Adorazione dei Magi attribuito ad Antonio di Donnino del Mazziere. All'altare della cappella era una Annunciazione di Domenico Puligo incorniciata dalle figure di San Biagio e Sant'Onofrio dello stesso Antonio di Donnino, ancora parzialmente visibili. Sulla parete di fondo è invece oggi collocato un trittico con l'Annunciazione di Maria e Santi di Bicci di Lorenzo. L'iscrizione alla base del dipinto riporta la data 1414 e il nome del committente, il Conte Neri Guidi di Porciano e proviene dalla chiesa di San Lorenzo del castello omonimo. Al centro è il Fonte battesimale a coppa in marmo di Carrara, datato 1526.

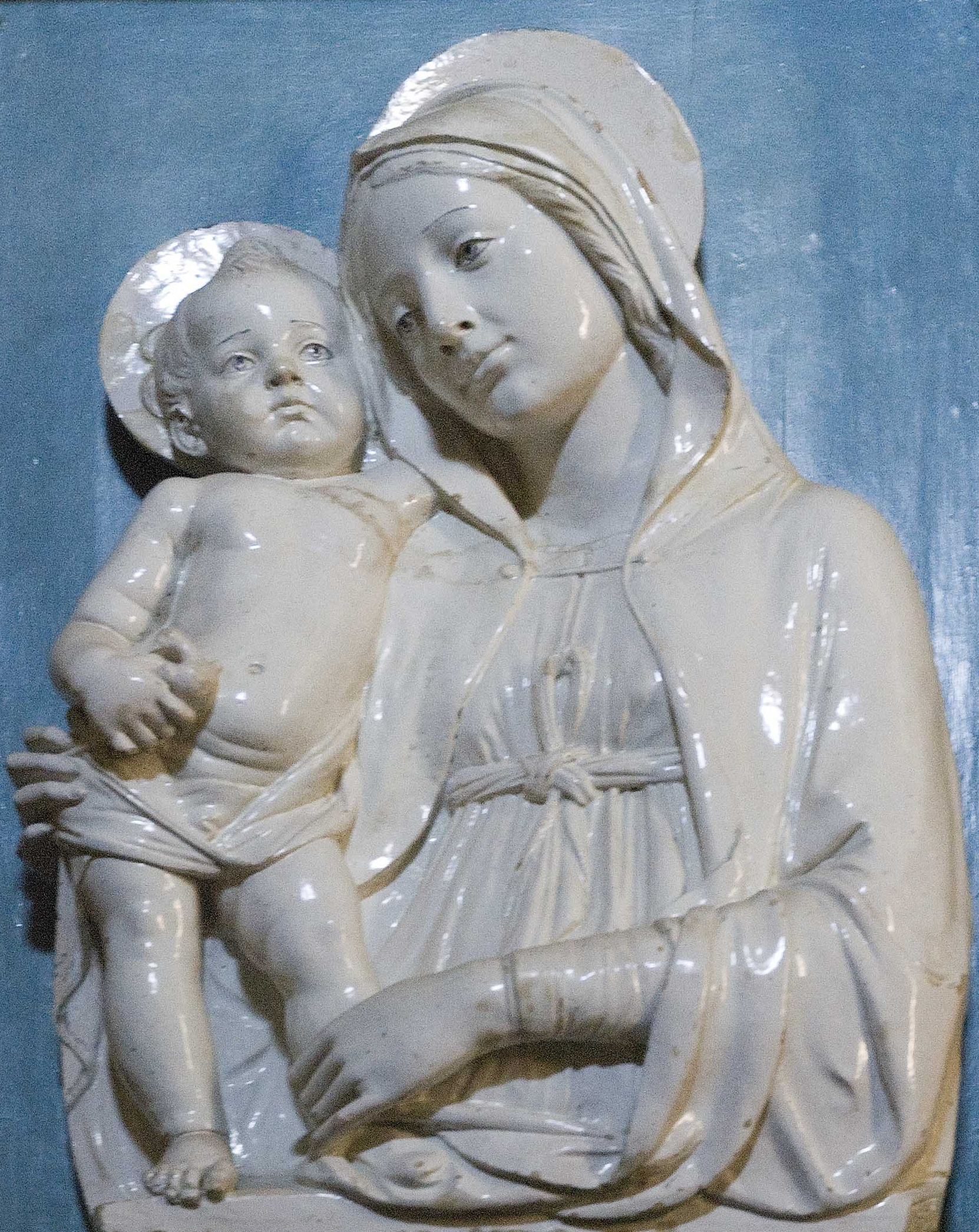
Madonna col Bambino, Andrea della Robbia

Sull'altare successivo è esposta la pala con la Predica del Battista, olio su tela di Gian Domenico Ferretti, databile probabilmente agli anni quaranta del Settecento. Tra le colonne che separano la navata centrale da quella destra si trova un Pulpito ottagonale in noce intagliato, che riporta un'iscrizione con il nome Hieronimus e la data 1584.
Al fondo della navata laterale è una cappella aggiunta alla chiesa nel 1770, il cui altare ospita un Crocifisso probabilmente quattrocentesco. Nella stessa cappella è anche un Ciborio in terracotta invetriata attribuito a Santi Buglioni, anch'esso con lo stemma del Buonafede e databile quindi agli anni venti del Cinquecento.
Dietro l'altare maggiore è posta una tavola con un'Assunzione della Vergine, parte centrale di un polittico smembrato, attribuito al cosiddetto Maestro di Borgo alla Collina, alias Scolaio di Giovanni, forse dell'inizio degli anni dieci del XV secolo.
Nel retrostante presbiterio, sulla parete destra è un dipinto con una Natività, deposito dalle Gallerie fiorentine, attribuibile a Michele delle Colombe e databile verso la metà del XVI secolo.
Nella cappella a sinistra di quella presbiteriale è una tavola con la Vergine col Bambino e due Angeli, attribuita a Cimabue, al suo ambiente o alla giovinezza di Giotto e risalente all'ultimo decennio del XIII secolo. Sulla parete sinistra della stessa cappella è una Vergine in Trono col Bambino e i Santi di  Lorenzo di Giovanni di Nofri (ex Maestro di San Miniato), databile al 1460 circa che era nella chiesa di Sant'Andrea Corsini a Gaviserri. Sulla parete destra è invece un altorilievo in terracotta invetriata con la Madonna col Bambino di Andrea della Robbia, del 1490 circa.
L'altare alla parete sinistra presenta una tela con La cena di Gesù in casa del fariseo, opera di Simone Ferri da Poggibonsi già nella chiesa di Santa Cristina a Papiano e datata 1596.
Sulla destra, fuori dalla chiesa, posto all'interno di una nicchia, è situato un affresco raffigurante San Francesco. Fu dipinto da Pietro Annigoni nel 1985.